# Caldo da panela
O caldo da panela é um típico prato da culinária portuguesa, originário da Covilhã, na região de Beira Baixa. Na realidade, não é um caldo, mas uma sopa feita com feijão, faceira e orelheira de porco e couves, temperada com azeite. O conduto (chamado "berças" ou "beiças") é comido ao almoço e o resto do caldo, temperado com hortelã e engrossado com arroz ou massa, ao jantar. 